# Hopeasaari (ö i Södra Savolax, Nyslott)
Hopeasaari är en halvö i Finland.   Den ligger i Alanne_ som är en del av Pihlajavesi (Saimen) och i kommunen Sulkava i den ekonomiska regionen  Nyslotts ekonomiska region  och landskapet Södra Savolax, i den södra delen av landet, 260 km nordost om huvudstaden Helsingfors.